# Rockinghamia angustifolia
Rockinghamia angustifolia là một loài thực vật có hoa trong họ Đại kích. Loài này được (Benth.) Airy Shaw miêu tả khoa học đầu tiên năm 1966.